# Astronauta
Astronauta là một chi bướm đêm thuộc phân họ Olethreutinae, họ Tortricidae Tortricidae.

## Các loài
- Astronauta stellans (Meyrick, 1922)